# Alger (Washington)
Alger az Amerikai Egyesült Államok északnyugati részén, Washington állam Skagit megyéjében elhelyezkedő település.
Alger önkormányzattal nem rendelkező, úgynevezett statisztikai település; a Népszámlálási Hivatal nyilvántartásában szerepel, de közigazgatási feladatait Skagit megye látja el. A 2010. évi népszámlálási adatok alapján 403 lakosa van.
A helység első lakója az 1884-ben letelepedő Frederick G. Abbey. 2008. szeptember 2-án Isaac Zamora hat embert meggyilkolt és további kettőt megsebesített; a férfit végül Mount Vernonban tartóztatták le.
A település közelében fekszik a Skagit Speedway autóverseny-pálya.

## Népesség
A település népességének változása:
| Lakosok száma | 89   | 403  | 507  |
|               | 2000 | 2010 | 2020 |

## Fordítás
- Ez a szócikk részben vagy egészben  az   Alger, Washington című angol Wikipédia-szócikk ezen változatának fordításán alapul.  Az eredeti cikk szerkesztőit annak laptörténete sorolja fel. Ez a jelzés csupán a megfogalmazás eredetét és a szerzői jogokat jelzi, nem szolgál a cikkben szereplő információk forrásmegjelöléseként.